# 러브 레터 (1981년 영화)
《러브 레터》는 1981년 개봉한 히가시 요이치감독의 멜로/로맨스 일본영화이다. 타카하시 케이코(세키네 케이코)、나카무라 카츠라가 주연을 맡았다. 닛카츠포르노10주년기념 에로스대작. 83분.

## 출연

### 주연
- 타카하시 케이코
- 나카무라 카츠오

### 조연
- 카가 마리코
- 나카야 노보루